# پیوسته‌استخوانی
به‌هم چسبیدگی و جوش خوردن طبیعی یا غیرطبیعی در استخوان به‌وسیله مواد استخوانی را پیوسته‌استخوانی یا سینوستوز (Synostosis) می‌گویند.
این پدیده می‌تواند یک پدیده طبیعی در سن بلوغ باشد مانند پیوسته‌استخوانی سر استخوان‌ یا غیرطبیعی باشد مانند اختلال در تشکیل استخوان (Dysostosis).
درزها (Sutures) بین استخوان‌های جمجمه وجود دارند. در جنینی فضاها بزرگ بوده و امکان حرکت (هنگام زایمان) و جا باز کردن (به دلیل رشد مغز در دوران نوزادی) را می‌دهد و بعدها به صورت خطی نازک باقی می‌مانند. با بالارفتن سن بافت لیفی باقی‌مانده هم تحلیل رفته استخوانی می‌شود که این فرایند کرانیوسینوستوز نام دارد.